# Amy Ruffle
Amy Ruffle (Victoria, 1992. február 25. –) ausztrál színésznő, a Makoi hableányok egyik főszereplője volt.

## Pályafutása
2012-ben a Border Protection Squad című filmben szerepelt. 2013 és 2014 között Makoi hableányok című sorozatban szerepelt.

## Magánélete
2012 és 2017 között Lincoln Younes ausztrál színésszel járt együtt.

## Filmográfia

### Filmek
| Év   | Magyar cím | Eredeti cím             | Szerep  | Magyar hang |
| ---- | ---------- | ----------------------- | ------- | ----------- |
| 2012 |            | Border Protection Squad | Monique |             |

### Televíziós szerepek
| Év        | Magyar cím       | Eredeti cím   | Szerep | Megjegyzések                          |
| --------- | ---------------- | ------------- | ------ | ------------------------------------- |
| 2018      |                  | Maintraining  | Amy    | főszereplő                            |
| 2013–2014 | Makoi hableányok | Mako Mermaids | Sirena | főszereplő magyar hangja Molnár Ilona |